# Paul Abrioux
Paul Abrioux, né le 22 octobre 1908 à Dijon (Côte-d'Or) et mort pour la France le 17 novembre 1951 à Ussana dans la province de Sardaigne du Sud en Italie, est un aviateur français de la Seconde Guerre mondiale, « as de l'aviation ».

## Biographie

### Origine et formation
Paul Abrioux est né le 12 octobre 1908 à Dijon dans le département de la Côte-d'Or, du mariage de Blaise Léon Abrioux et de Marie Joséphine Girardot.
Il s'engage à 19 ans à l'école des mécaniciens de Cazaux, village situé sur le territoire de la commune de La Teste-de-Buch dans le département de la Gironde. Cette école est située dans la base aérienne 120 (B.A. 120), construite en 1914. Il passe son brevet de pilote en 1932.

### Aviateur
Il entre en 1937 à l'École de l’air, école militaire de l'enseignement supérieur français qui forme des officiers de l'armée de l'air. Il en sort deux ans plus tard avec le grade de sous-lieutenant pour être affecté à la deuxième escadrille du groupe de chasse 3/1.
Il participe à la campagne de France de 1940 et, après l'armistice du 22 juin 1940, se replie en Afrique du Nord, notamment au Maroc. Il termine la guerre avec cinq victoires homologuées et une probable. Promu capitaine en 1946, il va commander en second l'aviation de liaison au sein des forces aériennes tactiques, puis être détaché par l'Organisation des Nations unies (ONU) en Palestine.
Nommé commandant en 1949, il sert comme conseiller technique « chasse » au service du personnel de l'Armée de l'air et trouve la mort deux ans plus tard le 17 novembre 1951 à Ussana dans la province de Sardaigne du Sud en Italie : il est contraint d'abandonner son avion Republic P-47 Thunderbolt (P-47) en difficulté et son parachute ne s'ouvre pas.
Mort pour la France, il est inhumé à l'ancien cimetière de Bures-sur-Yvette dans l'Essonne.

## Distinctions
- Chevalier de la Légion d'honneur[réf. nécessaire]
- Paul Abrioux comptabilise cinq victoires homologuées[4],[2], dont deux le 28 mai 1940 où il abat un avion Messerschmitt Bf 109 puis un appareil de reconnaissance Henschel Hs 126[5], ce qui le classe parmi les « as de l'aviation ».

## Hommages
Les municipalités de Dijon et de Longvic, dans le département de la Côte-d'Or, ont rendu hommage à Paul Abrioux en donnant le nom de « rue du Commandant-Abrioux » à une voie située à la limite des deux communes,.

## Pour approfondir